# 石川茂次
石川 茂次（いしかわ しげつぐ、不明 - 1692年）は、江戸時代後期の武士・陽明学者。

## 出自
本姓は横尾氏とされる。母は永田亮智の妹であり、永田氏は高島高信の次男・胤信の末裔とされる。

## 概要
近江国高島郷小川村に住んでおり、石川常安に養われたとされる。また中江藤樹から陽明学を学んでいた。後に肥後細川氏に仕えたものの、寛永9年（1632年）には陽明学者であることを理由に致仕し、弟子で従兄弟（母の兄の子）の朝山次郎左衛門と共に家族を残して洛西の嵯峨に移住し、元禄5年（1692年）1月15日に死去した。